# Мешање угља
Мешање угља је процес мешања угља након што је угаљ ископан како би се постигли квалитетни атрибути који су пожељни за наменску употребу угља (нпр. Производња паре, коксање ).  Квалитетни атрибути који су најважнији у мешању разликоваће се од једног места рудника до другог, а такође овисе о томе како се угљени шавови разликују у квалитету и њиховој крајњој намени. У термалном угљу, квалитативни атрибути квалитета често укључују пепео, испарљиве материје, укупни сумпор и бруто калоријску вредност. За кокс се понекад узимају у обзир и додатни атрибути, укључујући број раствора, флуидност и РоМакс (RoMax). 

## Методологија мешања
Мешање се обично постиже слагањем различитих материјала на залихе или у отвор за веслање током утовара у брод. Методологија слагања (нпр Шеврон, Виндров, Кони Шел, Страта) такође могу утицати на хомогеност коначног мешаног материјала. Мешање се понекад одвија пре постројења за прераду угља како би се постигли атрибути (нпр. Ниво пепела) који могу побољшати стопе производње. Мешање се може обавити на више локација у ланцу потражње, укључујући: 
- Пре уласка у постројење за прераду
- Одмах након постројења за прераду
- Влак се напунио
- Порт складиште
- Утовар брода
- На складишту купаца

## Управљање квалитетом угља
Када се дубље сагледа суштина процеса управљања квалитетом угља долази се do закључака да је његов основ - успостављање потпун технолошке дисциплине и организације које користeћи техничка достигнућа у најбољој мери повезује природне услове у лежишту са могућностима савршене рударске и термоенергетске опреме. При томе, сва опрема која се циљано набавља ради хомогенизације има основни намену да прати извршавање плана и указује на слабе тачке, односно на делове система или појединце који се не уклапају или крше успостављену технолошку дисциплину и/или организацију. Ово је разлог да се успостављањем хомогенизације угља (готово) сви учесници у технолошком процесу вишеструко добијају, а да (готово) нико не губи. 
Са аспекта Рудника успостављање система управљања квалитетом угља спречава неконтролисано разбацивање рудним благом уз проширење сировинске основе,са аспекта термоелектране омогућава се успостављање регуларнијих услова сагоревања угља уз роизводњу јефтиније електричне енергије, са аспекта окружења избегавањем ексцесних ситуација постижу се повољнјии услови за одржање повољније еколошке ситуације, а смањењем количине мазута који се користи ботно се смањује емисија оксида сумпора у околину. 

### Оптимизација мешавина
Оптимизација мешања је нелинеарни комбинаторички проблем оптимизације где је циљ обично максимизирање прихода, нето садашње вредности или месечних циљева за количину производа.  Важне карактеристике проблема са мешањем укључују: 
- Сваки се производ може састојати од много неразврстаних шавова или слојева (од више до 1 пресликавање ) и сваки шав или слој могу допринети вишеструким производима (од 1 до много пресликавања).
- Неки производи представљају „бренд“ који се не може састојати од мешавине са значајно различитим атрибутима физичког и хемијског квалитета.
- Вредност продаје производа може се временом мијењати због промјењивих тржишних услова.
- Довољно велике величине производње могу утицати на тржишне основе и на тај начин на продајну цену.
- На оперативне трошкове утиче стопа производње и опште је пожељно испунити одређени радни капацитет за постројење за прање, као и искористити уговорне транспортне и железничке капацитете.

Неколико ограничења такође се мора узети у обзир укључујући: 
- максимални број типова РОМ-а унутар мјешавине
- минимална тонажа датог РОМ-а унутар мјешавине
- максимални број теренских залиха из којих се могу мешати материјали

## Анализа мешавина
Анализа мешавина је процес разумевања који опције блендирања постоје у одређеном распореду и како ове опције утичу на квалитет производа, пројектовани приход и планиране одлуке о рударству. Будући да алгоритми математичке оптимизације решавају само математички модел проблема физичког мешања, обично је потребно извршити ручна прилагођавања мешавина како би се постигли практични / пожељни пословни резултати. Софтверски алати аналитике олакшавају овај процес омогућавајући минском планеру да лако увиди које могућности постоје и какве су последице тих опција. 